# Astragalus depressus
Astragalus depressus är en ärtväxtart som beskrevs av Carl von Linné. Astragalus depressus ingår i släktet vedlar, och familjen ärtväxter.

## Underarter
Arten delas in i följande underarter:
- A. d. atlantis
- A. d. depressus